# Liberté Chérie
Liberté Chérie (en català: Llibertat Estimada) era el nom d'una lògia clandestina que fou creada el 1941 pel Gran Orient de Bèlgica, emmig de la implacable persecució nazi a la Francmaçoneria, al Camp de Concentració d'Esterwegen a Alemanya. Va suspendre les obres el 1944.

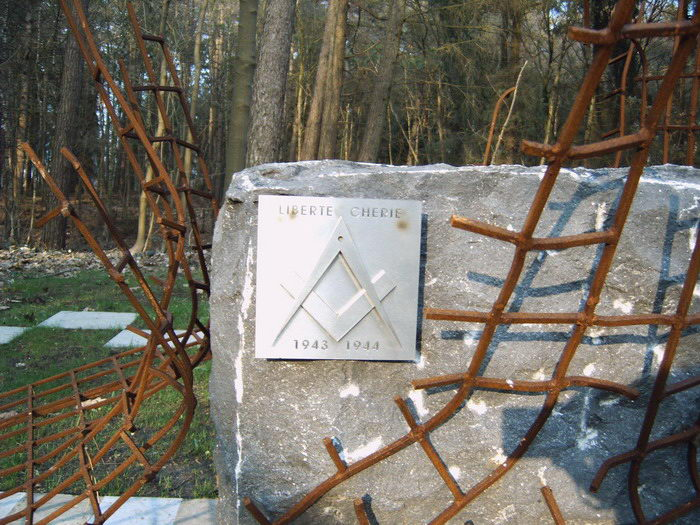
Detall del monument

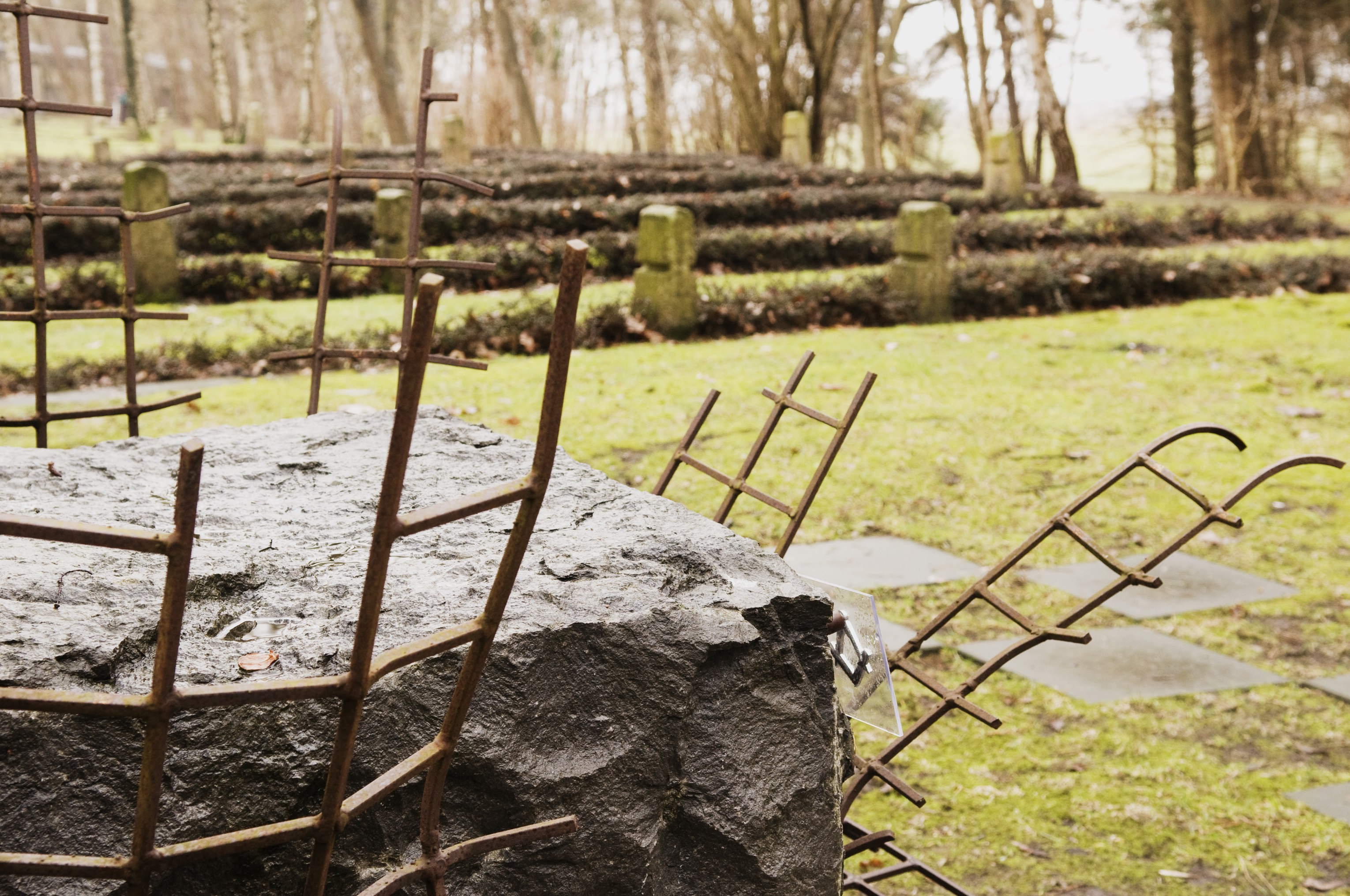
El cementiri

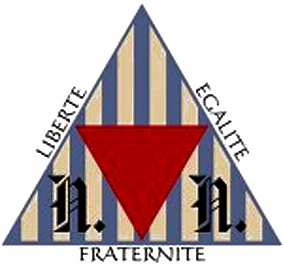
La lògia

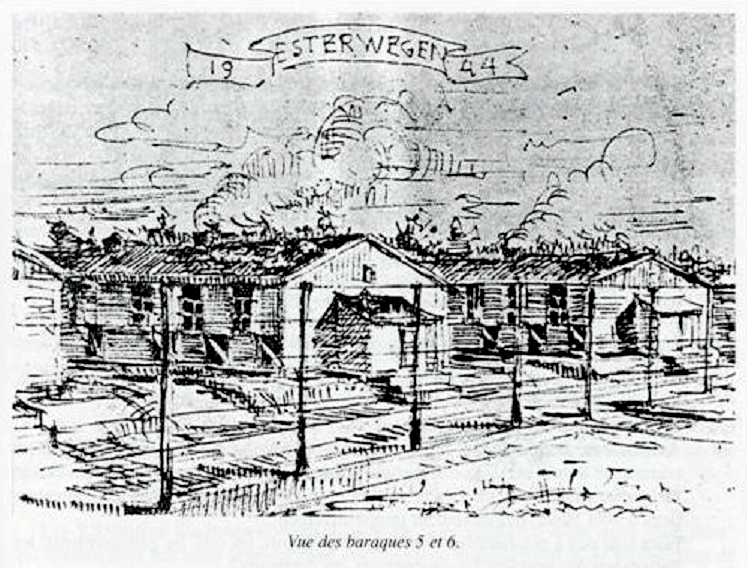
Dibuix casernes 5 i 6 del Camp d'Esterwegen

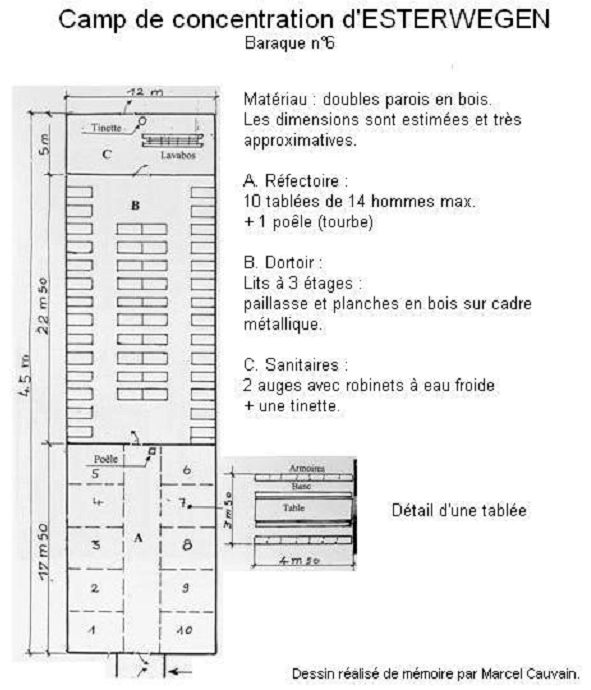
Mapa de la caserna número 6 del Camp d'Esterwegen

El 15 de novembre de 1943, set maçons i membres actius de la resistència belga a l'ocupació nazi van fundar una Lògia Maçònica secreta denominada “Liberté Chérie” (Llibertat Estimada) a la barraca Núm. 6 del Camp de Concentració Emslandlager VII d'Esterwegen. El nom el van prendre de “La Marsellesa”. La Respectable Lògia "Llibertat Estimada” està registrada amb el número 29bis al Gran Orient de Bèlgica. Només els Germans Somerhausen i Erauw van sobreviure a la detenció. La Lògia va suspendre els seus treballs el 1944.
A la barraca Núm. 6 d'Esterwegen hi romanien reclosos les 24 hores del dia una mitjana d'un centenar de presoners amb dret a sortir només mitja hora diària sota supervisió. Durant tot el dia, la meitat d'ells treballava ordenant aparells de ràdio i l'altra meitat es veien obligats a treballar en condicions infrahumanes en els planters pròxims. El menjar era tan dolent que els presoners perdien una mitjana de 4 quilos al mes. Tret de la inciació de germans nous, la lògia va tractar diversos subjectes a les seves sessions clandestines: el símbol del Gran Arquitecte de l'Univers, el futur de Bèlgica o el paper de la dona en la maçoneria.
No queda molta informació sobre la història del Camp de Concentració d'Esterwegen des que va ser creat en 1933 i comandat per Otto Reich. Hi van morir assassinades o a causa d'esgotament per treballs forçats unes 30.000 persones. L'escriptor i Premi Nobel de la Pau Carl von Ossietzky hi va estar detingut. Des de 1941, hi van arribar molts presidiaris provinents de Bèlgica, Països Baixos, Txecoslovàquia i França. Avui el camp es troba ocupat per l'exèrcit alemany.
Liberté chérie no és l'única lògia maçònica dins un camp de concentració, ja que va haver-n'hi almenys una altra, denominada Els Germans Captius d'Allach en un annex del Camp de Dachau Allach. El seu llibre d'arquitectura des troba al museu del Gran Orient de França a París.
La repressió a Europa va ser despietada en les dècades del 20 al 50 del segle xx. El règim soviètic va perseguir, va arrestar, va torturar i va empresonar centenars de milers de Maçons a Rússia, Letònia, Lituània, Hongria, Bulgària, Txecoslovàquia i Polònia. Per part seva, els nazis van fer el mateix a Àustria, Països Baixos, Bèlgica, Noruega, Polònia, França, Romania, Bulgària i Iugoslàvia, igual que el Feixisme a Itàlia, el Franquisme a Espanya i el dictador Salazar a Portugal.

## Membres
- El Venerable Mestre de la Lògia, Paul Hanson, va ser transferit i mort en les ruïnes de la presó d'Essen, que va ser destruïda per un bombardeig aliat el 26 de març de 1944.
- Jean Sugg i Franz Rochat, eren membres de la Lògia "Amis Philanthropes" (Amics Filantrops).
- El Dr. Franz Rochat, un professor universitari, farmacèutic i director d'un important laboratori farmacèutic va néixer el 10 de març de 1908 a Sint-Gillis-Obbrussel. Va treballar en secret per a un diari de la resistència “La Voix des Belges” (La Veu dels Belgues). Va ser arrestat el 28 de febrer de 1942, i transferit a Untermansfeld l'abril de 1944 on hi va morir el 6 d'abril de 1945.
- Jean Sugg era un suís alemany que va néixer el 8 de setembre de 1897 a Gant. Va treballar amb Franz Rochat en els mitjans de comunicació de la resistència, traduint els textos alemanys i suïssos. Va participar en diferents jornals clandestins, incloent La libre Belgique, “La Légion Noire”, "Li Petit Belge" i “L'Anti Boche”. Va morir en un Camp de Concentració el 8 de febrer 1945.
- Amédée Miclotte era un professor nascut el 20 de desembre de 1902 a Lahamaide i membre de la Lògia “Union et Progrés”. Va ser vist per última vegada en presó el 8 de febrer de 1945.
- Jean De Schrijver era Coronel de l'exèrcit belga. Va néixer el 23 d'agost de 1893 a Aalst. Va ser membre de la Lògia " Liberté Chérie" de Gant. El 2 de setembre de 1943, va ser arrestat per espionatge i possessió d'armes. Va morir el febrer de 1945.
- Henry Story va néixer el 27 de novembre de 1897 a Gant. Va ser membre de la lògia "Li Septentrión” (El Septentrión) a Gant. Va morir el 5 de desembre de 1944.
- Luc Somerhausen era un periodista nascut el 26 d'agost de 1903 a Hoeilaart. Va ser arrestat el 28 de maig de 1943 a Brussel·les, pertanyia a la Lògia “Action et Solidarité Núm. 3 (Acció i Solidaritat Núm. 3) i va ocupar el càrrec de Gran Secretari Adjunt del Gran Orient de Bèlgica.
- Fernand Erauw, Secretari del Tribunal de Comptes de Bèlgica i Oficial de la Reserva en la Infanteria, va néixer el 29 de gener de 1914 a Wemmel. Va ser arrestat el 4 d'agost de 1942 per pertànyer a l'Exèrcit secret. Es va escapar i va ser recapturat el 1943.

Els supervivents Erauw i Somerhausen van retrobar-se el 1944 al Camp de Concentració d'Oranienburg – Sachsenhausen i van ser inseparables per a sempre. La primavera de 1945, van participar en la “Marxa de la Mort”, quan Erauw, que feia 1.84 m, i pesava només 32 kg, va ser internat a l'Hospital de Saint Pierre de Brussel·les el 21 de maig de 1945.

## Avui

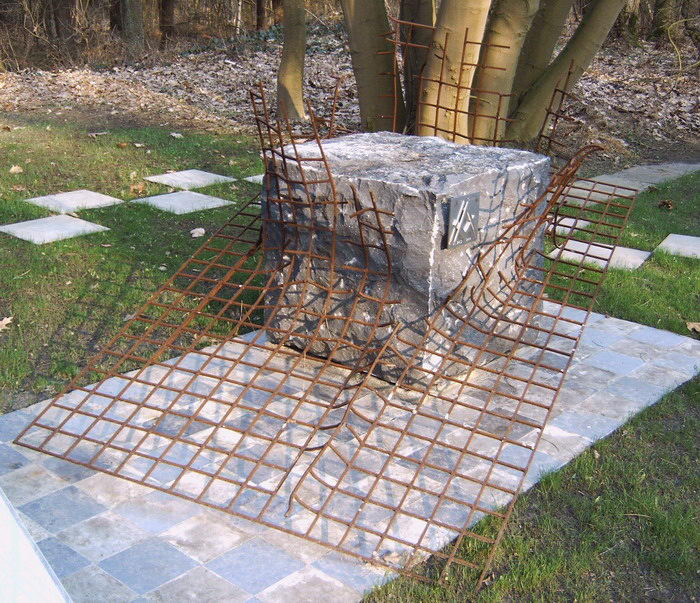
Monument al camp de concentració d'Esterwegen

El 13 de novembre de l'any 2004 va ser inaugurat un monument dissenyat per l'arquitecte Jean De Salle i finançat per Maçons belgues i alemanys que forma part del complex del Memorial d'Esterwegen.